# Artemisia mendozana
Artemisia mendozana, también conocida como ajenjo o ajenjo salvaje, es una especie de planta de flores perteneciente a la familia Asteraceae. 

## Propiedades
La planta posee las mismas propiedades que otras Artemisia pero menos potentes. Es un tónico amargo y aromático. Aunque no se usa en la medicina práctica regular, es a menudo usado por la población para tratar las fiebres intermitentes. También es muy apreciada por sus propiedades vermífugas.

## Taxonomía
Artemisia mendozana fue descrita por Augustin Pyrame de Candolle y publicada en Prodromus systematis naturalis regni vegetabilis 6: 105, en 1838.

#### Etimología
Véase: Artemisia
mendozana: epíteto geográfico que alude a su localización en Mendoza.

#### Variedades
Comprende 2 variedades aceptadas:
- Artemisia mendozana var. mendozana
- Artemisia mendozana var. paramilloensis F.A.Roig y Ambrosetti, 1989